# دال جینیوشانی
دال جینیوشانی (نام علمی: Aegypius jinniushanensis) یک کرکس منقرض‌شده جهان قدیم است که در دوره پلیستوسن میانه در چین کنونی وجود داشته است. توسط زیهوی ژانگ، یونپینگ هوآنگ، هلن اف. جیمز، لیانهای هو و در سال ۲۰۱۲ توصیف شد.